# Samuel Caballero
Pour les articles homonymes, voir Caballero.
Jorge Samuel Caballero Álvarez (né le 24 décembre 1974 à Puerto Lempira au Honduras) est un footballeur international hondurien, qui évoluait au poste de défenseur, avant de devenir ensuite dirigeant.
Il préside aujourd'hui le club du Deportes Savio.

## Biographie

### Carrière en sélection
Avec l'équipe du Honduras, il joue 71 matchs (pour 11 buts inscrits) entre 1998 et 2009. Il figure notamment dans le groupe des sélectionnés lors des Gold Cup de 1998, de 2000, de 2005 et de 2007.
Il participe également à la Copa América de 2001, ainsi qu'aux JO de 2008. Lors du tournoi olympique, il joue trois matchs : contre l'Italie, le Cameroun et la Corée du Sud.

## Palmarès
| CD Olimpia - Championnat du Honduras (1) : - Champion : 2000 (Ouverture). |  | Defensor - Championnat d'Uruguay (1) : - Champion : 2004 (Ouverture). |  | Changchun Yatai - Championnat de Chine (1) : - Champion : 2007. - Vice-champion : 2009. |